# Rocchetta Sant'Antonio
Rocchetta Sant'Antonio (La Rocca oppure La Ròcche in dialetto locale) è un comune italiano di 1 614 abitanti della provincia di Foggia in Puglia.

## Origini del nome
Rocchetta Sant'Antonio ha assunto diversi nomi: in origine Oppidum Rocca, Roccette Sancti Antimi, Rocce Sant'Antimo, Sant'Antimo in Rocca, Rocchetta di Puglia ed infine Rocchetta Sant'Antonio.

## Storia
Secondo alcune fonti i primi insediamenti risalgono all'alto medioevo, durante l'occupazione normanna dell'XI sec. poiché la torre principale del castello, acquistato dal Barone Ladislao II d'Aquino nel 1501, sotto gli Aragonesi, già esisteva. Un complesso riorganizzato probabilmente su progetto di Francesco di Giorgio Martini. L'ampliamento del castello che assunse l'attuale forma fu portato a termine nel 1507, esso contribuì allo sviluppo del casale che passò da semplice vicus ad oppidum rocca.
Nel Settecento il comune faceva parte della provincia di Principato Ultra, e nel quadriennio 1743-46 fu inoltre soggetta alla competenza territoriale del regio consolato di commercio di Ariano. Appartenne quindi alla provincia di Avellino fino al 1939.

### La Madonna del Pozzo
Il 24 agosto 1709 Giuseppe Mastrostefano, un contadino intento a zappare maggese, chiese l'acqua alla Madonna del Pozzo. S. Maria concesse l'acqua ed egli ringraziò devotamente.
Successivamente l'acqua venne utilizzata per guarire diversi ammalati.

### Simboli
Lo stemma e il gonfalone del comune di Rocchetta Sant'Antonio sono stati concessi con decreto del presidente della Repubblica del 7 aprile 2003.
Il gonfalone è un drappo partito di giallo e di rosso.

## Monumenti e luoghi d'interesse
La località ospita il castello dei conti d'Aquino, di origine altomedievale.

## Società

### Evoluzione demografica
Abitanti censiti

### Lingue e dialetti
Il dialetto locale rientra nel gruppo dauno-irpino, presentando caratteri di transizione verso i dialetti irpini parlati nell'estremo entroterra della Campania.

## Cultura

### Eventi

#### Rally Puglia & Lucania
La gara automobilistica su terra, originariamente denominata Rally del Vulture e nata nel 1980, che parte da Melfi e coinvolge alcuni comuni del settore nord della provincia di Potenza quali Atella, Bella, Rapone, Rionero, Ruvo del Monte, San Fele e di altre regioni quali Lacedonia (Avellino), ha la Prova Speciale più spettacolare nel territorio di Rocchetta Sant'Antonio sulle strade delle Contrade San Luca e Mezzana fino a raggiungere la strada comunale per Lacedonia e la chiesetta della Madonna del Pozzo e terminare ai margini del centro abitato.
Più volte nei centrali Corsi Umberto e Piccoli si è tenuto il Parco Assistenza del Rally.
La gara costituisce oggi il più importante evento sportivo automobilistico della Puglia e della Basilicata avendo validità per i Campionati Italiano ed Europeo Cross Country Rally, riservato ai fuoristrada, e per l'Italiano Trofeo Rally Terra riservato alle vetture da corsa.

## Infrastrutture e trasporti
La stazione ferroviaria di Rocchetta Sant'Antonio è servita dalle linee Foggia-Potenza, Avellino-Rocchetta Sant'Antonio e Rocchetta Sant'Antonio-Gioia del Colle, tutte gestite da RFI.

## Amministrazione
Di seguito è presentata una tabella relativa alle amministrazioni che si sono succedute in questo comune.
| Periodo           | Periodo           | Primo cittadino                     | Partito                                                        | Carica  | Note   |
| ----------------- | ----------------- | ----------------------------------- | -------------------------------------------------------------- | ------- | ------ |
| 17 giugno 1985    | 22 giugno 1990    | Carlo Mastropietro                  | Democrazia Cristiana                                           | Sindaco | [ 14 ] |
| 22 giugno 1990    | 9 ottobre 1992    | Teodoro Colella                     | Partito Comunista Italiano, Partito Democratico della Sinistra | Sindaco | [ 14 ] |
| 9 ottobre 1992    | 24 aprile 1995    | Angelo Sciretta                     | Democrazia Cristiana                                           | Sindaco | [ 14 ] |
| 24 aprile 1995    | 4 gennaio 1996    | Angelo Sciretta                     | centro                                                         | Sindaco | [ 14 ] |
| 10 giugno 1996    | 17 aprile 2000    | Amedeo Gaetano Magnotta             | lista civica                                                   | Sindaco | [ 14 ] |
| 17 aprile 2000    | 5 aprile 2005     | Amedeo Gaetano Magnotta             | centro-sinistra                                                | Sindaco | [ 14 ] |
| 5 aprile 2005     | 30 marzo 2010     | Ranieri Castelli                    | centro-sinistra                                                | Sindaco | [ 14 ] |
| 30 marzo 2010     | 1º giugno 2015    | Ranieri Castelli                    | lista civica Rocchetta democratica                             | Sindaco | [ 14 ] |
| 1º giugno 2015    | 22 settembre 2020 | Giulio Valentino Francesco Petruzzi | lista civica Rocchetta libera                                  | Sindaco | [ 14 ] |
| 22 settembre 2020 | in corso          | Pompeo Circiello                    | lista civica Rocchetta che vorrei                              | Sindaco | [ 14 ] |

### Gemellaggi
- Gaiba
- Collegno